# Dyvlarna
Dyvlarna är en sjö i Eda kommun i Värmland och ingår i Göta älvs huvudavrinningsområde. Sjöns area är 0,018 kvadratkilometer och den är belägen 268 meter över havet.